# シルバーリーフコナジラミ
シルバーリーフコナジラミ（学名：Bemisia argentifolii）は、カメムシ目（半翅目）・コナジラミ科に分類される昆虫の一種。

## 分布
北アメリカ原産。
日本では1989年に侵入が確認され、その年のうちに22県まで定着が拡大し、現在では全国に移入分布している。アメリカから輸入したポインセチアに付着することで導入されたと考えられている。

## 特徴
体長1mm。オンシツコナジラミと形態がよく似ているが、葉に止まるときは葉面に対して翅を45度以上立てて、翅の間から胴部がみえる。
トマト、カボチャ、メロン、イチゴ、キュウリ、ピーマンなど多くの植物に寄生する。
すす病を発生させたり、トマト黄化ウイルスを媒介するため、農業害虫として扱われ、防除が行われている。日本生態学会により日本の侵略的外来種ワースト100に選定されている。
本種は1986年頃にタバココナジラミの新系統として報告されたが、その後の研究により別種として記載された。